# Câmara dos Deputados (Reino da Itália)
A Câmara dos Deputados do Reino da Itália (em italiano: Camera dei deputati del Regno d'Italia) foi o principal órgão legislativo do Reino da Itália, descendente da câmara baixa do Reino da Sardenha, mas complementado por deputados dos territórios capturados durante a Segunda Guerra da Independência Italiana e a Expedição dos Mil. Juntamente com o Senado do Reino da Itália, formou o Parlamento do Reino da Itália de 1861 a 1939.

## História
Seus eleitores foram inicialmente selecionados pela riqueza e depois pela alfabetização, antes da introdução do sufrágio universal para todos os homens com mais de 21 anos em 1919. Foi eleito usando um sistema baseado em maiorias e proporcionalidade. 
Teve sede no Palazzo Carignano em Turim (1861-1865), no Palazzo Vecchio em Florença (1865-1871) e, finalmente, no Palazzo Montecitorio (1871-1939). Foi formado ao mesmo tempo que o Reino da Itália em 1861, embora sua primeira sessão seja conhecida como a 8.ª Legislatura do Reino da Itália, já que a 1.ª à 7.ª Legislaturas são as do Reino da Sardenha. 
Sua última sessão foi a 29.ª Legislatura do Reino da Itália, que terminou em 1939, quando a Câmara votou pela sua dissolução e substituição pela Câmara do Fáscio e da Corporação. 